# اختبار ديناميكا البول

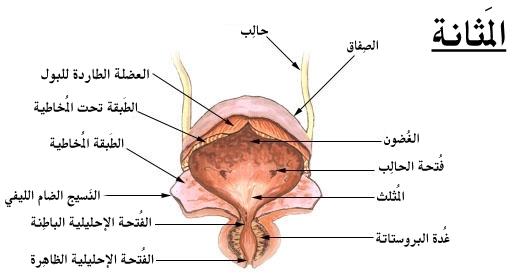
تشريح المثانة البولية

اختبار ديناميكا البول أو فقط: ديناميكا البول هو دراسة تقيم كيفية أداء المثانة والإحليل لوظيفتهما في تخزين وطرح البول. يمكن أن تساعد اختبارات ديناميكا البول في تفسير أعراض مثل:
- سلس البول[1]
- كثرة التبول
- يحاول الشخص التبول بشكل مفاجئ وقوي ولكن دون إدرار للبول
- مشاكل في بدء إدرار البول
- عسر التبول
- مشاكل في إفراغ المثانة بالكامل (Vesical tenesmus، detrusor failure)
- التهابات المسالك البولية المتكررة

تُجرى اختبارات ديناميكا البول عادةً عند الاختصاصيين في طب المسالك البولية، وأمراض النساء، والتوليد / النسائية، والطب الباطني، وعيادات الرعاية الأولية. تزود اختبارات ديناميكا البول الطبيب بالمعلومات اللازمة لتشخيص سبب وطبيعة سلس البول، وبالتالي توفير أفضل خيارات العلاج المتاحة. عادة ما تجرى اختبارات ديناميكا البول من قبل أطباء المسالك البولية أو أطباء المسالك البولية والتناسلية.

## الغرض من الاختبار
غالبًا ما تجرى الاختبارات للرجال المصابين بتضخم غدد البروستاتا، وللنساء المصابات بسلس البول الذي لم يسيطر عليه باستخدام العلاج المحافظ أو الذي يتطلب جراحة. ربما تكون المجموعة الأكثر أهمية التي تجرى هذه الاختبارات عليها هم أولئك الذين يعانون من اعتلال الأعصاب مثل إصابة العمود الفقري. عند بعض هؤلاء المرضى (اعتمادًا على مستوى الآفة)، يمكن أن يكون منعكس التبول خارج نطاق السيطرة بشكل أساسي ويمكن أن تكون الضغوط النافصة المتولدة مهددة للحياة.
الأعراض التي يبلغ عنها المريض هي دليل غير موثوق به للخلل الكامن في الجهاز البولي السفلي. الغرض من اختبارات ديناميكا البول هو تقديم تأكيد موضوعي لعلم الأمراض الذي قد توحي به أعراض المريض.
على سبيل المثال، يمكن للمريض الذي يشكو من حاجة ماسة للتبول (أو الاندفاع إلى المرحاض)، مع زيادة تواتر التبول، أن يكون مصابًا بمتلازمة فرط نشاط المثانة. قد يكون سبب ذلك هو فرط النشاط النافص، حيث تنقبض عضلة المثانة (النافصة) بشكل غير متوقع أثناء ملئها. يمكن استخدام ديناميكا البول لتأكيد وجود فرط النشاط النافص، ما قد يساعد في توجيه العلاج. يمكن أن يرتبط فرط النشاط النافص بسلس الإلحاح. لا توصي الجمعية الأمريكية لأمراض المسالك البولية بأن تكون ديناميكا البول جزءًا من التشخيص الأولي لفرط نشاط المثانة غير المعقد.

## اختبارات محددة
قد تكون هذه الاختبارات بسيطة مثل التبول خلف ستارة بينما يستمع الطبيب، ولكنها عادة ما تكون أكثر شمولًا في الطب الغربي. يستغرق إجراء اختبار ديناميكا البول النموذجي نحو 30 دقيقة. يتضمن استخدام قسطرة صغيرة لملء المثانة وتسجيل القياسات. يعتمد ما يتم عمله على ماهية المشكلة المعروضة، ولكن بعض الاختبارات الشائعة التي تجرى هي؛
- لحجم المتبقي بعد الإفراغ: تبدأ معظم الاختبارات بإدخال قسطرة / محول بول بعد إفراغ المثانة بالكامل من قبل المريض. يقاس حجم البول (يوضح هذا مدى كفاءة إفراغ المثانة). قد تترافق الأحجام الكبيرة (180 مل) مع التهابات المسالك البولية. يعد حجم أكبر من 50 مل عند الأطفال أنه يشكل بولًا متبقيًا بعد الفراغ. يمكن أن تترافق المستويات العالية مع سلس فيضي.[5]
- غالبًا ما ترسل عينة البول للفحص المجهري والزرع الجرثومي للتحقق من وجود عدوى.
- قياس تدفق البول: يقيس مقياس تدفق البول الحر مدى السرعة التي يمكن بها للمريض إفراغ مثانته. يقيس مقياس تدفق البول للضغط مرة أخرى معدل الإفراغ، ولكن مع التقييم المتزامن لضغوط المثانة والمستقيم. يساعد في توضيح أسباب صعوبة إفراغ المثانة، على سبيل المثال ضعف عضلات المثانة أو انسداد تدفق المثانة إلى الخارج.
- قياس المثانة متعدد القنوات: يقيس الضغط في المستقيم والمثانة، باستخدام قسطرتي ضغط، لاستنتاج وجود تقلصات في جدار المثانة، أثناء ملء المثانة، أو أثناء المناورات التحريضية الأخرى. يمكن أيضًا اختبار قوة الإحليل خلال هذه المرحلة، باستخدام السعال أو مناورة فالسالفا، لتأكيد سلس الإجهاد الحقيقي.
- قياس ضغط الإحليل: يقيس قوة تقلص العضلة العاصرة.[6]
- تخطيط كهربية العضل (EMG) قياس النشاط الكهربائي في عنق المثانة.
- تقييم ضيق على طول مجرى البول.
- التنظير التألقي (فيديو بالأشعة السينية المتحركة) للمثانة وعنق المثانة أثناء إفراغ المثانة.